# Rue Tournefort (Nantes)
Pour les articles homonymes, voir Rue Tournefort.
La rue Tournefort est une rue de Nantes, en France.

## Situation et accès
Située dans le centre-ville de Nantes, larue relie la place Maréchal-Foch au quai Ceineray, longée par le cours Saint-André sur son côté est, auquel on accède par des escaliers. Sur son tracé, elle rencontre la rue d'Argentré.

## Origine du nom
Elle rend hommage à Joseph Pitton de Tournefort (1656-1708), botaniste français né à Aix-en-Provence et mort à Paris.

## Historique
La rue, qui a porté le nom de Laubépin ou Lebeaupin, a été baptisée Tournefort le 18 novembre 1791.
En mars 2019, les travaux d'installation de la station d’énergie de la ligne 4 du futur e-busway ont permis de mettre au jour un tunnel souterrain passant sous la rue datant de la Seconde Guerre mondiale, reliant l'hôtel d'Aux (siège de la Feldkommandantur durant l'occupation) au tunnel Saint-Félix situé à proximité. Ce passage souterrain, dont les extrémités avaient pourtant été murées, mais qui était néanmoins connu des historiens locaux, aurait permis aux Allemands d'évacuer l'hôtel en toute discrétion et d'échapper ainsi à l'ennemi en empruntant la voie fluviale puisqu'un bateau était amarré en permanence dans le tunnel pour parer à cette éventualité,.

## Bâtiments remarquables et lieux de mémoire
| Monument                   | Adresse                            | Coordonnées                        | Notice         | Protection | Date | Illustration               |
| -------------------------- | ---------------------------------- | ---------------------------------- | -------------- | ---------- | ---- | -------------------------- |
| Hôtel Cottin de Melleville | 1 rue Tournefort Cours Saint-André | 47° 13′ 12″ nord, 1° 33′ 03″ ouest | « PA00108736 » | Inscrit    | 1954 | Hôtel Cottin de Melleville |
| Immeuble                   | 2 rue Tournefort Cours Saint-André | 47° 13′ 13″ nord, 1° 33′ 03″ ouest | « PA00108737 » | Inscrit    | 1954 | Immeuble                   |
| Immeuble                   | 3 rue Tournefort Cours Saint-André | 47° 13′ 13″ nord, 1° 33′ 04″ ouest | « PA00108738 » | Inscrit    | 1954 | Immeuble                   |
| Hôtel Mellient             | 7 rue Tournefort Cours Saint-André | 47° 13′ 16″ nord, 1° 33′ 06″ ouest | « PA00108739 » | Inscrit    | 1954 | Hôtel Mellient             |